# Mateo Edward
Mateo Edward (ur. 1 maja 1993) – panamski lekkoatleta, sprinter.
Złoty medalista mistrzostw Panamy, rekordzista kraju w biegu na 60 metrów (6,73 w 2014). Brat Alonso, wicemistrza świata w biegu na 200 metrów (2009).

## Osiągnięcia
| Rok  | Impreza                                            | Miejsce    | Konkurencja        | Lokata     | Wynik  |
| ---- | -------------------------------------------------- | ---------- | ------------------ | ---------- | ------ |
| 2008 | Mistrzostwa Ameryki Południowej juniorów młodszych | Lima       | bieg na 100 metrów | 7. miejsce | 11,53  |
| 2008 | Mistrzostwa Ameryki Południowej juniorów młodszych | Lima       | bieg na 200 metrów | 8. miejsce | 23,08  |
| 2009 | Mistrzostwa świata juniorów młodszych              | Bressanone | bieg na 100 metrów | półfinał   | 10,88  |
| 2009 | Mistrzostwa świata juniorów młodszych              | Bressanone | bieg na 200 metrów | eliminacje | 22,21  |
| 2010 | Igrzyska olimpijskie młodzieży                     | Singapur   | bieg na 100 metrów | 8. miejsce | 10,80  |
| 2010 | Mistrzostwa Ameryki Południowej juniorów młodszych | Santiago   | bieg na 100 metrów | 1. miejsce | 10,65w |
| 2010 | Mistrzostwa Ameryki Południowej juniorów młodszych | Santiago   | bieg na 200 metrów | 2. miejsce | 21,78  |
| 2013 | Igrzyska Ameryki Środkowej                         | San José   | bieg na 100 metrów | 2. miejsce | 10,58  |
| 2014 | Mistrzostwa ibero-amerykańskie                     | São Paulo  | bieg na 100 metrów | 7. miejsce | 10,66  |
| 2015 | Mistrzostwa Ameryki Południowej                    | Lima       | bieg na 100 metrów | 5. miejsce | 10,62  |
| 2016 | Halowe mistrzostwa świata                          | Portland   | bieg na 60 metrów  | eliminacje | 6,78   |